# Jehor Tverdochlib
Jehor Mychajlovyč Tverdochlib (in ucraino Сергій Володимирович Суханов?; Borova, 17 dicembre 2000) è un calciatore ucraino, centrocampista del Kryvbas Kryvyj Rih.

## Caratteristiche tecniche
È un centrocampista offensivo.

## Carriera
Ha giocato sempre nel campionato ucraino di calcio. Nella stagione 2022-2023 è stato il capocannoniere del Mynaj.